# O'Hara Township
O'Hara Township is een plaats (census-designated place) in de Amerikaanse staat Pennsylvania, en valt bestuurlijk gezien onder Allegheny County.

## Demografie
Bij de volkstelling in 2000 werd het aantal inwoners vastgesteld op 8856.

## Geografie
Volgens het United States Census Bureau beslaat de plaats een oppervlakte van
19,0 km², waarvan 18,2 km² land en 0,8 km² water.

## Plaatsen in de nabije omgeving
De onderstaande figuur toont nabijgelegen plaatsen in een straal van 4 km rond O'Hara Township.